# خاندان رسول
خاندان رسول (عربی: بنو رسول، آوانگاری: Banū Rasūl)، یکی از خاندان حاکم بر یمن طی قرون میانه (۱۲۲۹-۱۴۵۴ میلادی) که پس از براندازی حاکمیت ایوبیان در این منطقه توسط المنصور عمر، به قدرت رسیدند. اصالت آنان را از ترکان اغوز می‌دانند.